# Centromachidae
Famille
Les Centromachidae sont une famille fossile de scorpions.

## Distribution
Les espèces de cette famille ont été découvertes au Royaume-Uni, en Allemagne et aux États-Unis. Elles datent du Carbonifère et du Permien.

## Liste des genres
Selon World Spider Catalog 20.5 :
- † Anthracochaerilus Kjellesvig-Waering, 1986
- † Centromachus Thorell & Lindström, 1885
- † Opsieobuthus Kjellesvig-Waering, 1986
- † Phoxiscorpio Kjellesvig-Waering, 1986
- † Pulmonoscorpius Jeram, 1994

## Publication originale
- Petrunkevitch, 1953  : « Paleozoic and Mesozoic Arachnida of Europe. » Memoirs of the Geological Society of America, vol. 53, p. 1-122.